# The Swap
The Swap è un film per la televisione con protagonisti Peyton List e Jacob Bertrand, basato sul romanzo per ragazzi scritto da Megan Shull, racconta la storia di Ellie e Jack, due ragazzi completamente diversi tra loro che, per uno strano caso del destino, si scambieranno i corpi.
Il film è andato in onda il 7 ottobre negli Stati Uniti e in Italia il 17 dicembre 2016 su Disney Channel.

## Trama
Ellie O'Brien e Jack Malloy sono due ragazzi liceali dalle vite complicate. La prima, un'affermata ginnasta ritmica, vive con la madre dopo che il padre le ha abbandonate per un'altra famiglia ed è in continuo contrasto con le amiche, che non la giudicano alla loro altezza, mentre il secondo, dopo la perdita della madre, vive con i fratelli e il padre ed è sotto la continua pressione di quest'ultimo, coach della squadra di hockey, che vuole da lui solo il meglio ed è diventato oramai gelido e privo di affetti nei confronti dei figli.
Un giorno, i due finiscono nella stessa stanza. Ellie, piangente e sconfortata dopo aver capito che le sue amiche non hanno alcun rispetto per lei, incontra finalmente Jack, dolorante dopo essere stato picchiato da un rivale. I due si confidano e ognuno pensa allora che nella vita dell'altro sia tutto perfetto. Scrivendosi un semplice sms, finiscono così per scambiarsi le loro vite, finendo una nel corpo dell'altro.
Tra varie peripezie, i due capiscono finalmente che entrambe le loro vite non sono perfette e si impegnano per cercare di migliorare la vita dell'altro: Jack riesce così finalmente a riaggiustare il rapporto col padre e a entrare nella squadra di hockey e Ellie si riappacifica con le amiche e si confida, dopo tanto tempo, con la madre. Ora che tutto è a posto, ognuno si riprende il proprio corpo e la propria vita. Ed è con la nascita di un nuovo amore tra il coach Malloy e la signora O'Brien e una forte amicizia tra Ellie e Jack che si conclude la storia.

## Trasmissione
Negli Stati Uniti, il primo teaser trailer è stato mostrato in anteprima durante Adventures in Babysitting, lo scorso 24 giugno 2016, mentre il trailer ufficiale è stato trasmesso il 7 agosto durante un episodio di K.C. Agente Segreto. Un secondo trailer è stato mostrato il 3 settembre durante il Labor Day del canale.
In Italia il primo trailer ufficiale è stato diffuso nella giornata del 22 novembre 2016 annunciato la prima TV il 17 dicembre dello stesso anno.